# Franchot Tone
Franchot Tone (nacido Stanislaus Pascal Franchot Tone; Niagara Falls, Nueva York; 27 de febrero de 1905-Nueva York, 18 de septiembre de 1968) fue un actor teatral, cinematográfico y televisivo estadounidense.

## Biografía
Fue el hijo menor del Dr. Frank Jerome Tone, presidente de la Carborundum Company, y su esposa, Gertrude Van Vrancken Franchot. Tenía antepasados francocanadienses, irlandeses, ingleses y vascos, entre ellos el patriota irlandés Theobald Wolfe Tone.[cita requerida]
Tone estudió en la Universidad de Cornell, donde fue presidente del club dramático. Dejó los negocios familiares y se dedicó a la interpretación en el teatro. Tras la graduación, se trasladó a Greenwich Village, en la ciudad de  Nueva York, y consiguió su primer papel en el teatro de Broadway en la producción de 1929 basada en la obra de Katharine Cornell, The Age of Innocence.
El año siguiente se unió a Theatre Guild, una sociedad teatral, e interpretó a Curly en la obra Green Grow the Lilacs (que más tarde fue el musical Oklahoma!). Posteriormente fue miembro fundador del colectivo teatral Group Theatre, junto a Harold Clurman, Cheryl Crawford, Lee Strasberg, Stella Adler, Clifford Odets, y otros, muchos de los cuales habían trabajado con el Theatre Guild. Strasberg había actuado junto a Tone en Green Grow the Lilacs. Estos fueron años intensos y productivos para él: entre las producciones del Grupo él actuó en  1931 (1931) y Success Story (1932). Franchot Tone fue reconocido por la crítica como uno de los actores más prometedores de su generación. Gary Cooper dijo que Tone era el mejor actor con el que había trabajado.

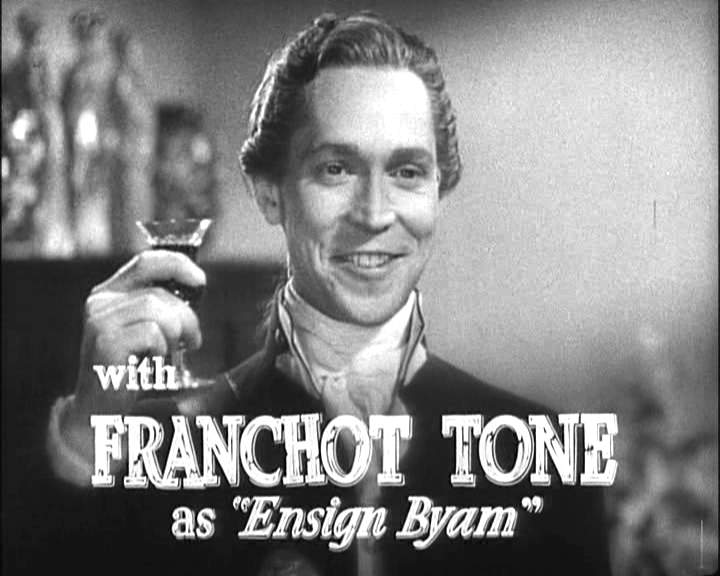
Escena de
Mutiny on the Bounty (Rebelión a bordo) (1935).

El mismo año, sin embargo, Tone fue el primero del Grupo en dejar el teatro y viajar a Hollywood, cuando MGM le ofreció un contrato. No obstante, él siempre consideró al cine muy inferior al teatro y recordaba sus años teatrales con nostalgia. A menudo daba apoyo financiero al Group Theatre, necesitado con frecuencia del mismo. Finalmente volvió a la escena ocasionalmente a partir del fin de la década de 1940. Su debut en la gran pantalla fue con la película de 1932 The Wiser Sex. Consiguió la fama en 1933, rodando siete películas ese año, incluyendo Today We Live, escrita por William Faulkner, y donde conoció a su futura esposa Joan Crawford, Bombshell, con Jean Harlow (con la que trabajó en otras tres películas), y el exitazo Dancing Lady, otra vez con Crawford, además de con Clark Gable. En 1935, probablemente su mejor año, trabajó en Mutiny on the Bounty (Rebelión a bordo) (para la cual fue nominado al Oscar al mejor actor), The Lives of a Bengal Lancer (Tres lanceros bengalíes) y Dangerous, con Bette Davis, con la que se rumoreaba que tenía una aventura.
Trabajó constantemente durante los años cuarenta, aunque pocos de los títulos de este período son notables. Una excepción fue Five Graves to Cairo (1943), tercer film del joven Billy Wilder, una historia de espionaje durante la Segunda Guerra Mundial, protagonizada por Tone, Anne Baxter, Akim Tamiroff y Erich von Stroheim en el papel del Mariscal de Campo alemán Erwin Rommel.
En los años cincuenta, se trasladó a la televisión y volvió a Broadway. En 1957, actuó en Broadway en A Moon for the Misbegotten con Wendy Hiller. Coprotagonizó la serie televisiva médica Ben Casey entre 1965 y 1966, en el papel del Jefe de cirugía Dr. Daniel Niles Freeland, supervisor de Casey. También protagonizó, dirigió y produjo una película, una adaptación de Tío Vania, de Antón Chéjov (1957), con la que entonces era su esposa, Dolores Dorn.
En 1935 se casó en Nueva Jersey con la actriz Joan Crawford, de la que se divorció en 1939. Rodaron siete películas juntos: Today We Live (1933), Dancing Lady (1933), Sadie McKee (1934), No More Ladies (No más mujeres) (1935), The Gorgeous Hussy (1936), Love On The Run (1936) y The Bride Wore Red (1937). Se casó y se divorció otras tres veces: con la modelo y después actriz Jean Wallace (1941–48, con la que tuvo dos hijos), con la actriz Barbara Payton (1951–52) y, finalmente, con la mucho más joven actriz Dolores Dorn (1956–59).
Gran fumador, Tone falleció a causa de un cáncer de pulmón en Nueva York a los 63 años de edad. Sus restos fueron incinerados, y sus cenizas dispersas.
Franchot Tone tiene una estrella en el Paseo de la Fama de Hollywood, en el 6558 de Hollywood Boulevard.

## Filmografía
- The Wiser Sex (1932)
- Today We Live (Vivamos hoy) (1933)
- Gabriel Over the White House (El despertar de una nación) (1933)
- Bombshell (Polvorilla) (1933)
- Dancing Lady (Alma de bailarina) (1933)
- Moulin Rouge (1934)
- Sadie McKee (Así ama la mujer) (1934)
- The Girl from Missouri (Busco un millonario) (1934)
- The World Moves On (Paz en la tierra) (1934)
- The Lives of a Bengal Lancer (Tres lanceros bengalíes) (1935)
- No más mujeres (No More Ladies, 1935)
- Reckless (La indómita) (1935)
- Mutiny on the Bounty (Rebelión a bordo) (1935)
- Dangerous (1935)
- Suzy (1936)
- The Gorgeous Hussy (1936)
- Love on the Run (1936)
- Quality Street (Olivia) (1937)
- La novia vestía de rojo (The Bride Wore Red, 1937)
- Three Comrades (Tres camaradas) (1938)
- Three Loves Has Nancy (1938)
- Fast and Furious (1939)
- Five Graves to Cairo (Cinco tumbas al Cairo, 1943)
- Pilot no. 5 (1943)
- Dark Waters (Aguas turbias) (1944)
- Phantom Lady (La dama desconocida) (1944)
- I Love Trouble (Misterio de una mujer) (1948)
- Every Girl Should Be Married (En busca de marido) (1948)
- Without Honor (1949)
- Jigsaw (1949)
- The Man on the Eiffel Tower (El hombre de la Torre Eiffel) (1950) (también productor)
- Here Comes the Groom (Aquí viene el novio) (1951)
- Uncle Vanya (1957) (también director y productor)
- Advise and Consent (Tempestad sobre Washington) (1962)
- See How They Run (1964) (TV)
- In Harm's Way (Primera victoria) (1965)

### Televisión
- Studio One: Twelve Angry Men (1954).
- Bonanza Denver McKee Series (1960)
- The Twilight Zone en el papel de "Archie Taylor" en el episodio "The Silence", (28 de abril de 1961)
- Wagon Train (Episodio 17 de la 5ª temporada)
- Ben Casey en el papel de "Dr. Daniel Niles Freeland" (1965-1966)

## Carrera teatral
- Bicycle Ride to Nevada (1963)
- Strange Interlude (1963)
- Mandingo (1961)
- A Moon for the Misbegotten (1957)
- Oh, Men! Oh, Women (1953)
- Hope for the Best (1945)
- The Fifth Column (1940)
- The Gentle People (1939)
- Success Story (1932)
- A Thousand Summers (1932)
- Night Over Taos (1932)
- 1931 (1931)
- The House of Connelly (1931)
- Green Grow the Lilacs (1931)
- Pagan Lady (1930)
- Hotel Universe (1930)
- Cross Roads (1929)
- Uncle Vanya (1929)
- The Age of Innocence (1929)
- The International (1928)
- Centuries (1927)
- The Belt (1927)

## Premios y distinciones
Premios Óscar
| Año  | Categoría   | Película             | Resultado |
| ---- | ----------- | -------------------- | --------- |
| 1936 | Mejor actor | Mutiny on the Bounty | Nominado  |